# (4200) Shizukagozen
(4200) Shizukagozen es un asteroide perteneciente al cinturón de asteroides, descubierto el 28 de noviembre de 1983 por Yoshiaki Banno y el también astrónomo Takeshi Urata desde el Karasuyama Observatory, Japón.

## Designación y nombre
Designado provisionalmente como 1982 RE. Fue nombrado Shizukagozen en homenaje a la bailarina japonesa  “Shizuka Gozen” compañera de Minamoto Yoshitsune, cuyo asteroide “(3178) Yoshitsune” tiene una órbita similar.